# Octopus vitiensis
Octopus vitiensis (лат.) — вид головоногих моллюсков из отряда осьминогов. Был описан Уильямом Эвансом Хойлом в 1885 году на основе экземпляра, найденного на рифах в Кандаву, Фиджи во время путешествия HMS Challenger.

## Внешний вид и строение
Окрас от бордового до темно-пурпурно-черного. Имеет большие глаза, широкую голову и руки умеренной длины. Вид описывается как крепкий и мускулистый, с рассеянными бородавками на коже. Длина мантии до 60 миллиметров и общая длина до 250 миллиметров.

## Распространение
Тропический моллюск, встречается у берегов Фиджи, Тонге и Папуа-Новой Гвинеи. Бентосное животное, обитает на глубинах от нуля до 20 метров.

## Жизненный цикл
Откладывает яйца длиной два миллиметра.